# オラーツィオ・ヴェッキ

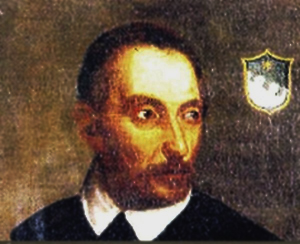
オラーツィオ・ヴェッキ

オラーツィオ・ヴェッキ、オラツィオ・ヴェッキ（Orazio Vecchi、1550年12月6日（受洗） – 1605年2月19日）はイタリア後期ルネサンス音楽の作曲家。マドリガル・コメディ（音楽喜劇）の作曲家として音楽史上に名を残しており、現在とりわけ《ランフィパルナーソ（パルナッソス山めぐり） L’Amfiparnaso 》によって再評価されている。

## 生涯
モデナ出身。地元で聖母マリアの下僕会の修道士サルヴァトーレ・エッセンガに師事し、さらに上級聖職者として研修を受けるべくベネディクト会の修道院に入り、1577年までに叙階される。
大公家の宴席のための娯楽音楽をクラウディオ・メールロやジョヴァンニ・ガブリエーリらと共作してから、1570年代末までにヴェネツィア楽派と有力な縁故ができた。この間に、バルダッサーレ・ロンゴーニ伯爵に同行して、ベルガモやブレーシャに旅立つ。
1581年から1584年までサロー大聖堂の教会楽長に就任。その後は1586年までレッジョ・ネッレミリアの大聖堂に聖歌隊長を勤める。同年コッレッジョに移り、同地の大聖堂で参事会員を務めた。作曲活動に精力的に勤しんだのもこの頃であるが、ローマやヴェネツィア、フィレンツェ、フェッラーラといったイタリア音楽の中心地から縁遠くなってしまったと感じていたようである。ついには、この思いを振り払うべくモデナに里帰りして、聖歌隊の監督に任ぜられた。この頃になると、かなり経済的に苦しかったらしく、このことを書簡や、時には自作の中でも触れている。
1597年にヴェネツィアを訪れ『カンツォネッタ集』を出版し、さらに同年、過去16年間にコッレッジョなどで作曲した、その他の膨大な作品も出版している。《ランフィパルナーソ》もその一つであり、ヴェッキの最も有名な作品となった。
1598年にチェーザレ・デステ大公によって宮廷楽長に任ぜられ、1600年に同公にしたがってローマとフィレンツェを訪れた。この間にヤコポ・ペーリの歌劇《エウリディーチェ》を聴いている。その後モデナに戻ると、没するまで大聖堂に奉職した。

## 作品と影響力
ヴェッキはマドリガルの作曲家として名高いが、なかでも「マドリガル・コメディ」と呼ばれる新たな楽種のとりくみで知られている。これは16世紀末の、軽快で劇的、剽軽な娯楽音楽のことであり、一般的にはオペラの前身と言われているが、内容に即して言うなら、オペレッタの母胎と見なし得るものである。
その他の出版作品に、いくつかの『カンツォネッタ集』（カンツォネッタはヴィッラネッラとマドリガーレの中間形態）や、（割に数少ないとはいえ）より本格的なマドリガーレのほか、ヴェネツィア楽派の影響のもとに複合唱の技法を取り入れた宗教曲がある。宗教曲では、おそらくジョヴァンニ・ガブリエーリの影響のもとに、2拍子の部分と3拍子の部分の明確な交替を好んでいる。